# Tour de Flandes femenino 2013
La 10.ª edición del Tour de Flandes femenino se celebró el 31 de marzo de 2013 sobre un recorrido de 127,4 km con inicio y final en la ciudad de Oudenaarde en Bélgica.
La carrera hizo parte de la Copa del Mundo de Ciclismo Femenina y fue ganada por la ciclista neerlandesa Marianne Vos del equipo Rabo Women. El podio lo completaron la también neerlandesa Ellen van Dijk del equipo Specialized-Lululemon y la ciclista sueca Emma Johansson del equipo Orica-AIS.

## Equipos
Tomaron parte en la carrera un total de 27 equipos invitados por la organización, quienes conformaron un pelotón de 157 ciclistas de las cuales terminaron 97. Los equipos participantes fueron:
| Equipos femeninos (25)- Argos-Shimano - BePink - Bizkaia-Durango - Boels Dolmans - Cramo Go:green - Cyclelive Plus-Zannata - Faren-Kuota - Futurumshop.nl-Polaris - GSD Gestion-Kallisto - Hitec Products - Lotto-Belisol Ladies - MCipollini-Giordana - Orica-AIS - Pasta Zara-Cogeas - Rabo Women - RusVelo - SC Michela Fanini Rox - Sengers Ladies - Specialized-Lululemon - Squadra Scappatella - Top Girls Fassa Bortolo - Topsport Vlaanderen-Bioracer - Vaiano Fondriest - Vienne Futuroscope - Wiggle Honda Equipos nacionales (2)- Estados Unidos - Países Bajos |
| |

## Clasificaciones finales
Las clasificaciones finalizaron de la siguiente forma:

### Clasificación general
| \| Clasificación general \| Clasificación general \| Clasificación general \| Clasificación general \| Clasificación general \| \| Ciclista \| Ciclista \| Equipo \| Tiempo \| \| \| --------------------- \| --------------------- \| --------------------- \| --------------------- \| --------------------- \| \| 1.ª \| Marianne Vos \| Rabo Women \| 3 h 33 min 21 s \| \| \| 2.ª \| Ellen van Dijk \| Specialized-Lululemon \| + 0 s \| \| \| 3.ª \| Emma Johansson \| Orica-AIS \| + 0 s \| \| \| 4.ª \| Elisa Longo Borghini \| Hitec Products UCK \| + 0 s \| \| \| 5.ª \| Annemiek van Vleuten \| Rabo Women \| + 2 min 37 s \| \| \| 6.ª \| Adrie Visser \| Boels Dolmans \| + 2 min 37 s \| \| \| 7.ª \| Anna van der Breggen \| Sengers \| + 2 min 37 s \| \| \| 8.ª \| Loes Gunnewijk \| Orica-AIS \| + 2 min 37 s \| \| \| 9.ª \| Lizzie Armitstead \| Boels Dolmans \| + 2 min 39 s \| \| \| 10.ª \| Kirsten Wild \| Skil-Argos \| + 4 min 33 s \| \| |                      |                       |                 |
| |                      |                       |                 |
| Fuentes: ProCyclingStats Cycling Quotient |                      |                       |                 |
| Clasificación general |                      |                       |                 |
| Ciclista | Ciclista             | Equipo                | Tiempo          |
| 1.ª | Marianne Vos         | Rabo Women            | 3 h 33 min 21 s |
| 2.ª | Ellen van Dijk       | Specialized-Lululemon | + 0 s           |
| 3.ª | Emma Johansson       | Orica-AIS             | + 0 s           |
| 4.ª | Elisa Longo Borghini | Hitec Products UCK    | + 0 s           |
| 5.ª | Annemiek van Vleuten | Rabo Women            | + 2 min 37 s    |
| 6.ª | Adrie Visser         | Boels Dolmans         | + 2 min 37 s    |
| 7.ª | Anna van der Breggen | Sengers               | + 2 min 37 s    |
| 8.ª | Loes Gunnewijk       | Orica-AIS             | + 2 min 37 s    |
| 9.ª | Lizzie Armitstead    | Boels Dolmans         | + 2 min 39 s    |
| 10.ª | Kirsten Wild         | Skil-Argos            | + 4 min 33 s    |